# 811
811 је била проста година.

## Догађаји

### Март
- Византијско-бугарски рат: Цар Нићифор I организује нови поход против Бугарског царства, окупљајући експедиционе снаге (већи део римске војске) из свих делова царства. Прате га високи званичници и аристократе, укључујући његовог сина Ставракија и зета Михаила I Рангабеа (обојица потоњих царева привремено). Крум, владар (кан) Бугарске, шаље посланике да траже мир. Нићифор одбија да прихвати услове и маршира кроз балканске превоје ка Плиски, бугарској престоници.
- 23. јул – Цар Нићифор I стиже до Плиске и уништава бугарску војску од 12.000 елитних војника који чувају упориште. Сличну судбину доживљава још једна на брзину окупљена помоћна снага од 50.000 војника. Византинци заузимају беспомоћну престоницу. Нићифор пљачка град и заузима Крумову ризницу. Он спаљује село, коље овце и свиње, док прогони Бугаре који се повлаче на југозапад према Сердици (данашња Софија).
- 26. јул — Бугари под каном Крумом су у бици код Плиске нанели тежак пораз Византинцима под царем Нићифором I, који је тада погинуо.
- Ставракије је постављен за цара у Адријанопољу (први пут када је византијски цар крунисан ван Цариграда). Због ране мачем у близини врата (током битке код Плиске), Ставракије је парализован. Царски двор је подељен између племићких фракција његове жене Теофане и његове сестре Прокопије.
- 2. октобар – Михаило I Рангабе проглашен за цара Византијског царства; Високи званичници присиљавају Ставракија да се повуче у манастир.
- Уговор из Хајлигена: Дански краљ Хеминг закључује мировни уговор са царем Карлом Великим у данашњем Рендсбургу.
- Четврта Фитна: Абасидски калиф Ел-Амин поставља Алија ибн Иса ибн Махана за гувернера Хурасана, у североисточној Персији, и шаље војску од 40.000 људи са њим против свог полубрата Ел-Мамуна. Ибн Маханова војска је поражена од стране мање војске под Тахир ибн Хусејном, код Реја. Током борби Али ибн Иса ибн Махан је убијен.